# Jack Zealley
Walter John Zealley, detto Jack (Bothenhampton, 2 novembre 1874 – Weymouth, 15 maggio 1956), è stato un calciatore inglese.
Partecipò ai Giochi olimpici di Parigi 1900, con l'Upton Park, nel torneo calcistico, riuscendo a vincere la medaglia d'oro. Di professione fu fabbro ferraio.